# Neukirch/Lausitz
Neukirch/Lausitz (alt sòrab: Wjazońca) és un municipi alemany que pertany a l'estat de Saxònia. Es troba a 15 kilòmetres de Bautzen i a 12 kilòmetres de Bischofswerda. Limita amb Doberschau-Gaußig, Wilthen, Steinigtwolmsdorf, Schmölln-Putzkau i Hohwald.

## Evolució demogràfica
| Any  | Població |
| ---- | -------- |
| 1925 | 5.382    |
| 1939 | 6.778    |
| 1946 | 7.563    |
| 1950 | 7.648    |

| Any  | Població |
| ---- | -------- |
| 1964 | 7.368    |
| 1990 | 6.294    |
| 2000 | 5.844    |
| 2002 | 5.680    |

| Any  | Població |
| ---- | -------- |
| 2004 | 5.540    |
| 2006 | 5.434    |
| 2007 | 5.425    |